# Greg Collins
Gregory Vincent „Greg” Collins (ur. 8 grudnia 1952 w Troy) – amerykański aktor filmowy i telewizyjny. W przeszłości także futbolista (grał m.in. dla National Football League).
Znany z epizodycznych ról w wysokobudżetowych, hollywoodzkich produkcjach, takich jak Con Air – lot skazańców, Armageddon, Daredevil czy 60 sekund. Występuje także w głównych lub drugoplanowych rolach w filmach klasy „B” (jak Komando Foki atakuje) oraz w telewizyjnych serialach.
Od 2001 roku żonaty z Amandą Collins, z którą wychowuje trójkę dzieci.